# Bijapur, Chhattisgarh
Bijapur (tiếng Hindi: बीजापुर जिला), trước đây viết là Birjapur, là một huyện của Chhattisgarh, Ấn Độ. Thủ phủ huyện đóng ở. Huyện Doda có diện tích 6265,48 ki lô mét vuông. Đến thời điểm năm 2001, huyện Doda có dân số 255.188 người.